# 1198 en santé et médecine
| Années de la santé et de la médecine : 1195 - 1196 - 1197 - 1198 - 1199 - 1200 - 1201    |
| Décennies de la santé et de la médecine : 1160 - 1170 - 1180 - 1190 - 1200 - 1210 - 1220 |

Cet article présente les faits marquants de l'année 1198 en santé et médecine.

## Fondations
- Foulques de Neuilly fonde à Paris une maison pour les prostituées pénitentes, qui deviendra l'abbaye Saint-Antoine-des-Champs[1].
- 1198 ? : fondation, sur la route de Saugues à Aumont, au col de l'Hospitalet dans les monts de Margeride, d'un hôpital de pèlerins construit « auprès d'une fontaine réputée pour guérir les maladies de peau et celles des yeux [et] placé sous le vocable Saint-Jacques[2] ».
- Vers 1198 : le pape Innocent III fait construire à Rome l'hôpital Sainte-Marie de Sassia, qu'il confiera en 1204 à Guy de Montpellier, fondateur de l'ordre hospitalier du Saint-Esprit[3].

## Publication
- Maïmonide (1138-1204) rédige son  « Régime de santé » (Fī tadbīr al-ṣiḥḥah), traité de diététique dédié au sultan de Damas,  Nur al-Din Ali, fils aîné de Saladin[4].

## Personnalités
- Jean de Saint-Alban (v. 1168-apr. 1253 ?) est nommé Premier médecin du roi de France Philippe Auguste[5].
- Fl. Arnoul, médecin, inscrit au rôle de l’Échiquier de Normandie[6].
- Fl. Guillaume, mire, à Orléans, ville du domaine  royal[6].
- 1178-1198 : fl. Gautier, moine et médecin, cité dans une charte de l'abbaye Saint-Étienne de Dijon en Bourgogne[6].

## Décès
- 10 décembre : Averroès (né en 1126), philosophe, juriste et médecin arabe[7].
- Ibn Ğumay‘ (en) (né à une date inconnue), médecin juif de Saladin[8].